# Nacareniobsita-(Y)
La nacareniobsita-(Y) és un mineral de la classe dels silicats que pertany al grup de la rinkita. Rep el nom per ser l'anàleg amb itri de la nacareniobsita-(Ce).

## Característiques
La nacareniobsita-(Y) és un sorosilicat de fórmula química Na₃Ca₃YNb(Si₂O₇)₂OF₃. Va ser aprovada com a espècie vàlida per l'Associació Mineralògica Internacional l'any 2023, i publicada en el mes de desembre del mateix any. Cristal·litza en el sistema monoclínic.
L'exemplar que va servir per a determinar l'espècie, el que es coneix com a material tipus, es troba conservat a les col·leccions del Museu Mineralògic Fersmann, de l'Acadèmia de Ciències de Rússia, a Moscou (Rússia), amb el número de registre: 5488/1.

## Formació i jaciments
Va ser descoberta al massís Dara-i-Pioz, dins els districtes de la Subordinació Republicana, al Tadjikistan. Aquest indret és l'únic a tot el planeta on ha estat descrita aquesta espècie mineral.